# Pilodeudorix leonina
Pilodeudorix leonina is een vlinder uit de familie van de Lycaenidae. De wetenschappelijke naam van de soort is voor het eerst gepubliceerd in 1904 door George Thomas Bethune-Baker.
De soort komt voor in Guinee, Sierra Leone, Liberia, Ivoorkust en Ghana.